# FontForge
FontForge, anteriorment anomenat PfaEdit, és un programari per a editar fonts tipogràfiques que suporta diversos formats. Permet crear tipus de lletra nous o editar-ne d'existents, essent de fonts vectorials o de mapa de bits. FontForge és de codi obert, sota llicència lliure GPL i pot ser executat a Linux, Macintosh i Windows. Algunes de les fonts creades amb FontForge són DejaVu, Linux Libertine, Beteckna i Asana-Math.

## Característiques
Per a facilitar la conversió automatitzada de formats i altres tasques repetitives, FontForge implementa dos llenguatges de script: un propi i Python. FontForge pot executar scripts des de la seva interfície gràfica d'usuari, des de la seva interfície de línia d'ordres i també, ofereix característiques com a mòdul de Python, de manera que pot integrar-se a qualsevol programa Python.
FontForge suporta l'especificació d'arxius OpenType d'Adobe (amb extensions pròpies per a la sintaxi). També és compatible amb les extensions matemàtiques no oficials de Microsoft (MATH), introduïdes per a Cambria Math i suportades per Office 2007, XeTeX i LuaTeX.
FontForge empra la bilbioteca FreeType per a renderitzar els tipus de lletres en pantalla. Des de la versió llançada el 5 de novembre de 2008, FontForge empra les llibreries libcairo i libpango per a representar gràfics i text, donant suport per a dissenys de gràfics amb antialiàsing i disposició complexa de text.
FontForge pot usar Potrace o Autotrace per a delinear de manera automatitzada imatges de mapa de bits i importar-les a una font.
Algunes parts del codi font de FontForge són usades pel motor de tipografia LuaTex per a llegir i analitzar fonts OpenType.
El codi FontForge inclou una sèrie de programes d'utilitat, incloent 'showttf' que mostren el contingut dels fitxers de tipus de lletra binaris, i un convertidor i desconvertidor WOFF.

## Formats suportats
El seu format natiu Spline Font Database (.sfd extensió del nom de fitxer) està basat en la interfície de text i facilita la col·laboració entre dissenyadors, ja que els fitxers de diferència (diff) es poden crear fàcilment. FontForge també és compatible amb el format interoperable UFO, que aprofita biblioteques de codi XML. Ambdós formats (.SFD i .UFO) procuren conservar molta informació sobre qui, quan i com es varen realitzar les fonts alhora que permeten executar els fitxers d'origen, facilitant l'accessibilitat a desenvolupadors, dissenyadors, impressors i usuaris finals.
Permet crear, editar o convertir TrueType (TTF), TrueType Collection (TTC), OpenType (OTF), PostScript Type 1, PostScript Type 3, TeX Bitmap Fonts, X11 OTB bitmap (SFNT), Glyph Bitmap Distribution Format (BDF), FON (Windows), FNT (Windows) i Web Open Font Format (WOFF). FontForge també permet importar i exportar fitxers vectorials més populars com: Scalable Vector Graphics (SVG), Encapsulated PostScript (EPS). D'altra banda permet exportar a arxius de format PDF i XFIG. Pel que fa a fitxers de mapes de bits permet exportar arxius de format X BitMap (XBM), Windows Bitmap (BMP) i Portable Network Graphics (PNG) i importar des de formats diversos sobretot si s'introdueixen com imatges de fons.

## Història

Dave Crossland va crear la font Cantarell el 2009 emprant programari lliure, especialment FontForge. Cantarell és la font de Gnome per defecte i una de les oficials de Fedora.

El projecte FontForge va ser fundat per George Williams, un programador jubilat de Netscape. Es va publicar amb el nom de PfaEdit i s'anomenà així entre el 2000 i el març del 2004. El 7 de novembre del 2000, Williams va rebre la primera notificació d'un usuari d'un error. En aquell moment el programari es podia descarregar des del servidor Bibliofile, gràcies a la gentilesa de Dan Kenan que era amic de Williams. L'abril de 2001 PfaEdit va ser mogut a Sourceforge. Williams va desenvolupar, mantenir i va donar suport al programari durant aproximadament 12 anys.
A mitjans de 2011, Dave Crossland, difusor del programari lliure va començar a contribuir al projecte i aquest es va traslladar de SourceForge a GitHub. Crossland va començar a oferir tallers introductoris de disseny de fonts a través del Grup d'Usuaris Tex (TUG) per recaptar fons per contractar desenvolupadors per a mantenir i desenvolupar el programari. El desenvolupament de FontForge es va fer més actiu. Khaled Hosny i Barry Schwartz van ser col·laboradors notables, però a finals de 2012 ells i Crossland no estaven d'acord amb la direcció del projecte, de manera que van bifurcar FontForge com a SortsMill Tools.
El 2011, el Dr. Ben Martin va empaquetar FontForge per facilitar la instal·lació a Mac OS X amb suport TUG. Mentrestant, Matthew Petroff llançava el seu Windows Build System i versions no oficials per a Windows. L'any 2013, el projecte FontForgeBuilds va començar a ampliar-se; posteriorment, va ser completament reescrit i Jeremy Tan ara el manté com un programari de Windows.
El 2012, Crossland va organitzar un nou lloc web de projectes que s'allotjaria a les pàgines de GitHub, fontforge .github .io, i va utilitzar els fons recaptats per ensenyar FontForge als principiants a contractar un dissenyador web. Amb el seu suport, Martin va afegir una característica de col·laboració en temps real que va ser presentada per tots dos com una conferència inaugural a la Libre graphics meeting de Madrid 2013.
El 2014, amb el suport financer de Google, Frank Trampe va afegir suport complet per al format de font UFO.
| Versió                                 | Data de llançament                    | Tipus           | Comentaris |
| -------------------------------------- | ------------------------------------- | --------------- | --- |
|                                        | 2001                                  |                 | El programari PfaEdit apareix sota llicència BSD                                                                     |
|                                        | una data anterior a: 23-juny-2009     |                 | S'afegeix suport per a Mark Sets, una característica d'OpenType v1.6.                                                |
|                                        | una data anterior a: 16-setembre-2009 |                 | S'afegeix l'exportació de fitxers TTC (TrueType Collection).                                                         |
|                                        | una data anterior a: 2-maig-2010      |                 | Primer llançament des de la tardor anterior. Suport d'Unicode 5.2 i exportació d'arxius de WOFF.                     |
|                                        | 21-febrer-2011                        |                 | George W. Williams fou responsable d'un nou llançament. Gran quantitat de petites correccions i millores.            |
|                                        | 31-juliol-2012                        | Estable         | Renovat equip de treball, petites millores i l'adició de l'script Simplepolator.                                     |
| 2014-01 Release                        | 2-gener-2014                          |                 | Primer llançament des del juliol de 2012. S'introdueix més de 1000 actualitzacions, correccions d'errors i millores. |
| 2014-10 Pre-Release                    | 28-agost-2014                         | Desenvolupament | Corregeix errors i suport pel format UFO en desenvolupament.                                                         |
| 2014-10 Stable Release: UFO Has Landed | 13-octubre-2014                       | Estable         | Suport pel format UFO millorat.                                                                                      |
| 2014-11 Stable Release: Kern King      | 26-novembre-2014                      | Estable         | Corregeix errors i millora la interfície d'usuari.                                                                   |
| December 2014                          | 30-desembre-2014                      |                 | Corregeix errors i millora la interfície d'usuari.                                                                   |
| February 2015                          | 28-febrer-2015                        |                 | Corregeix errors i millora el rendiment.                                                                             |
| March 2015                             | 30-març-2015                          |                 | Millora el rendiment de posada en marxa en el Macintosh, corregeix errors, millora el rendiment.                     |
| April 2015                             | 30-abril-2015                         |                 | Correccions d'errors, millores de rendiment i icones actualitzades.                                                  |
| June 2015                              | 12-juny-2015                          |                 | Correcció de gran nombre d'errors i s'afegeixen algunes icones noves.                                                |
| August 2015                            | 25-agost-2015                         |                 | Correcció d'errors i s'afegeix traducció coreana.                                                                    |
| April 2016 Testing Pre-Release         | 3-abril-2016                          | Desenvolupament | Recomanada només per a desenvolupadors.                                                                              |
| April 2016                             | 4-abril-2016                          |                 | Correcció d'errors i s'afegeixen petites millores. Paquet de treball per a Macintosh.                                |
| October 2016                           | 4-octubre-2016                        |                 | Noves icones suport per als fitxers GlyphOrderAndAliasDB i per al format Unicode 9.0.                                |
| July 2017                              | 30-juliol-2017                        |                 | Gran nombre d'ajustaments i correccions. S'afegeix paquets per als llançaments d'Ubuntu.                             |
| 2019 March Release                     | 16-març-2019                          |                 | Primer llançament des de juliol de 2017. Suport per a UFO 3 i per a WOFF2 millorats.                                 |
| 2019 April Release                     | 13-abril-2019                         |                 | Correcció d'errors, en especial una en navegar per fitxers en MacOs.                                                 |
| 2019 August Release                    | 1-agost-2019                          |                 | Neteja i millora del codi font i pas del suport de a Python 2 a Python 3.                                            |
| 2020 March Release                     | 13-març-2020                          |                 | Primer llançament des d'agost del 2019. Noves funcionalitats i correcció d'errors.                                   |
| 20th Anniversary Edition               | 7-novembre-2020                       |                 | Ajustaments i correccions d'errors i una pantalla d'inici especial per commemorar el gran dia.                       |
| 2022 March Release                     | 8-març-2022                           |                 | |